# Cécile Chabot
Cécile Chabot, née le 11 septembre 1907 à L'Annonciation et morte le 30 mai 1990 à Montréal, est une poète, conteuse et artiste canadienne.

## Biographie
Cécile Chabot est née le 11 septembre 1907 à L'Annonciation dans l'ancien comté de Deux-Montagnes, de Ferdinand Chabot, marchand, et d'Alma Dubreuil,. 
Elle passe son enfance et sa jeunesse à Saint-Césaire et fait ses études à l'École des arts et métiers, puis à l'École des beaux-arts de Montréal. Elle travaille quelque temps aux archives du Musée de la province de Québec.  

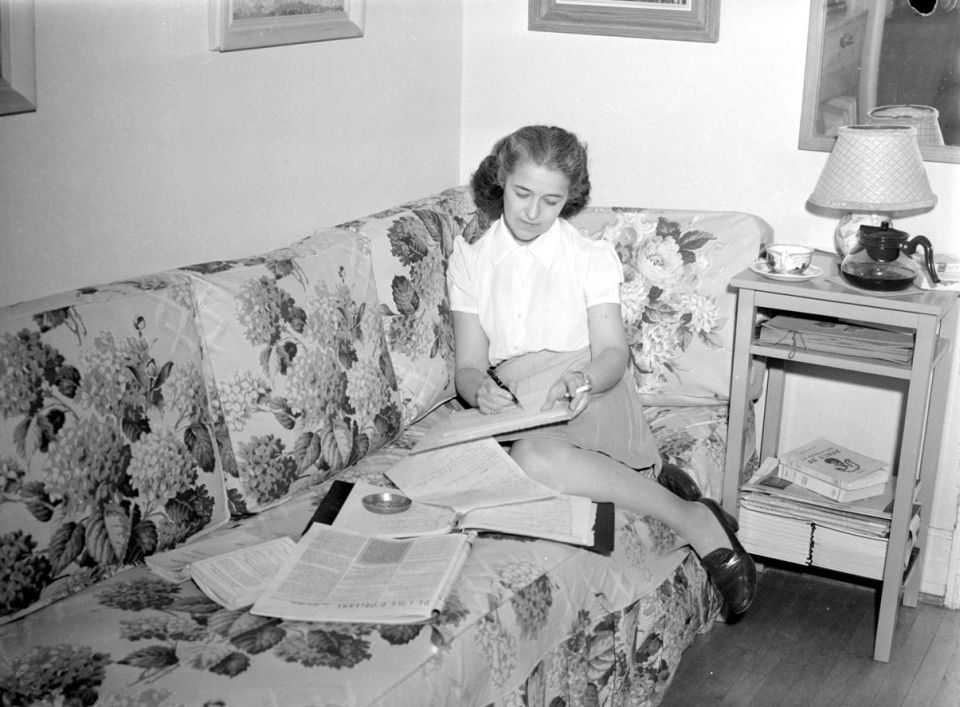
Cécile Chabot écrit assise sur un divan de sa résidence située avenue de l'Esplanade à Montréal, en 1945.

Entre 1942 et 1946, elle écrit une quarantaine de sketches pour Radio-Canada. À partir de 1944, elle occupe les fonctions de publiciste pour l'Association des Amis de l'art. Membre de la Société des écrivains canadiens et de la Société royale du Canada depuis le 15 juin 1948, elle reçoit une médaille de cet organisme en 1964 et publie sporadiquement des ouvrages de poésies et de contes. 
Cécile Chabot meurt à Montréal le 30 mai 1990. Sa maison natale est commémorée à Rivière-Rouge (secteur de L'Annonciation). À Sherbrooke, son souvenir est honoré par la rue Cécile-Chabot[réf. nécessaire].

## Principales publications
- Dictionnaire des œuvres littéraires du Québec, tome 2, Montréal, éditions Fides, 1981, p. 1168-1169[1].
- Dictionnaire Guérin des poètes d'ici de 1606 à nos jours, Montréal, éditions Guérin, 2005, p. 252.
- Dictionnaire des auteurs de langue française en Amérique du Nord, Montréal, éditions Fides, 1989, p. 257.

## Prix et distinctions
- 1939 : 3e prix ex-aequo, Gravure, Cours supérieur hors concours, École des Beaux-Arts de Mont[1].
- 1964 : Médaille de bronze de la Académie royale des Arts du Canada pour son tableau Féérie[1].